# Rivalta di Torino
Rivalta di Torino är en stad och kommun i storstadsregionen Turin, innan 2015 provinsen Turin, i regionen Piemonte, Italien. Kommunen hade 20 185 invånare (2017).